# Daniel Gutmann

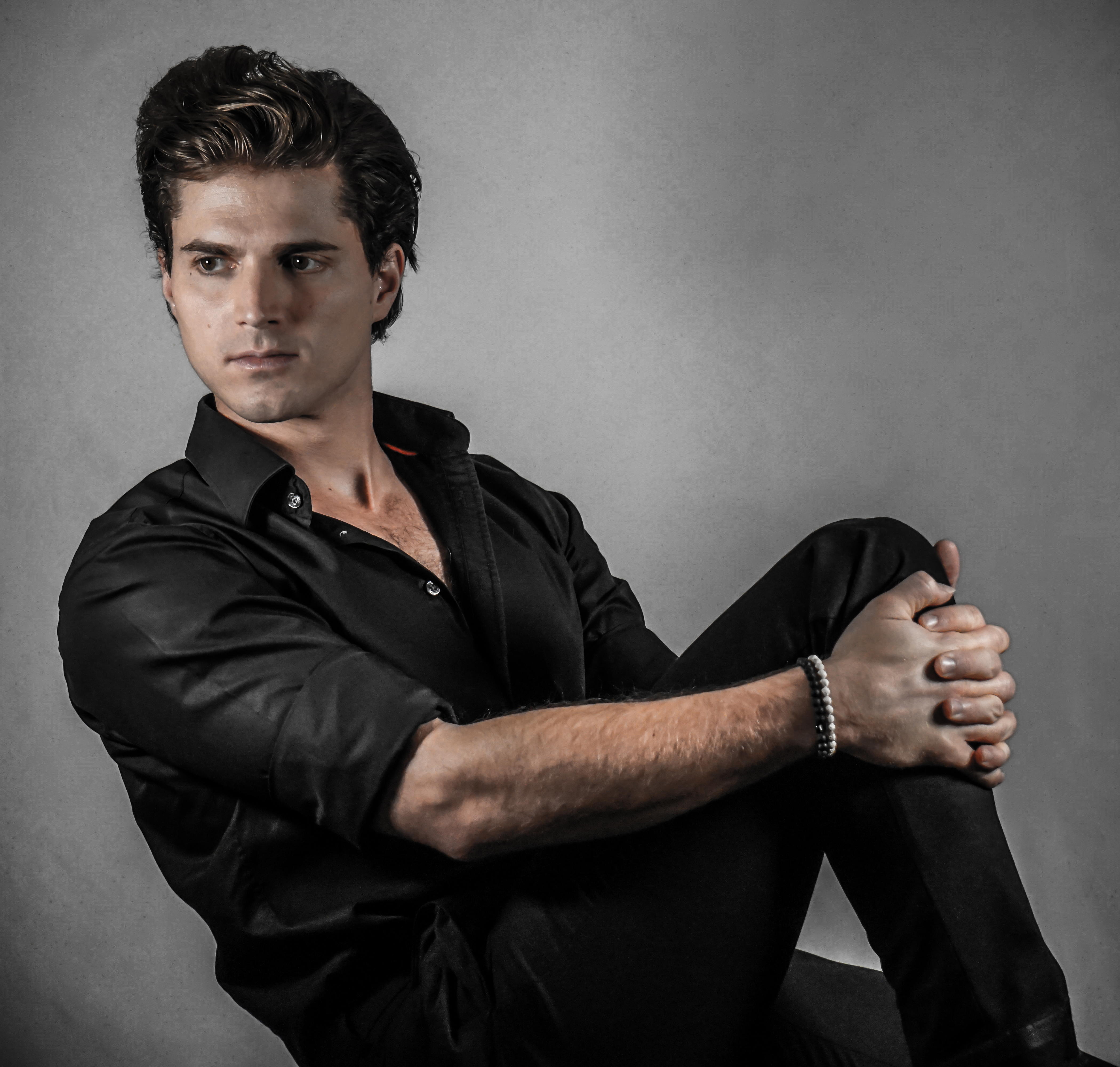
Daniel Gutmann (2021)

Daniel Gutmann (* 4. Juni 1991 in Zwettl, Niederösterreich) ist ein österreichischer Sänger (Bariton). Seit 2019 ist er Solist und Ensemblemitglied des Staatstheaters am Gärtnerplatz in München.

## Leben
Daniel Gutmann absolvierte seine musikalische Ausbildung in Herzogenburg, St. Pölten und Wien. Er studierte an der Universität für Musik und darstellende Kunst Wien Gesang bei Julia Bauer-Huppmann sowie Konzertgitarre bei Melitta Heinzmann. Bereits während des Studiums sang er im Wiener Schlosstheater Schönbrunn Rollen wie Figaro (Le nozze di Figaro), Leporello (Don Giovanni) oder Toante (Oreste) sowie auf Studio- und Off-Theaterbühnen Don Giovanni (Don Giovanni) und Demetrius (A Midsummer Night’s Dream).
Weitere Engagements führten Gutmann zu den Salzburger Festspielen (Der Prozess), ins Wiener Konzerthaus (Mass), ins Kurtheater Baden bei Zürich als Dr. Falke (Die Fledermaus), ins Theater Rigiblick in Zürich als Dromio E. (Gli equivoci) und ins Stadttheater Baden bei Wien (Die Kaiserin).
Im Bereich Kinderoper war er beim Festival jOPERA im Burgenland in der Hauptrolle des Buonafede (Il mondo della luna) zu sehen und eine Saison lang Mitglied des Musiktheaters Animato, das in Österreich und Deutschland Opernworkshops für Kinder anbietet (Don Giovanni und Die Kluge).
Ein signifikanter Teil von Gutmanns künstlerischem Schaffen ist dem Konzert- und Liedgesang gewidmet. In jungen Jahren mit Chormusik aufgewachsen, begann er früh mit seiner solistischen Karriere. Liederabende und Konzertreisen führten ihn unter anderem nach New York, Singapur, Washington D. C., Texas sowie ganz Österreich und Deutschland. Ein jährlicher Fixpunkt ist das Klassikfestival „Kulturfest Traisental“ im Schloss Walpersdorf in Niederösterreich. Mit Operetten und Wienerliedern ist er seit 2021 regelmäßig im Bayerischen Fernsehen (BR) zu Gast. Im September 2021 war er in der österreichischen Filmkomödie Die Unschuldsvermutung als Don Giovanni zu sehen.
Seit September 2019 ist Daniel Gutmann Ensemblemitglied des Staatstheaters am Gärtnerplatz München und stand unter anderem als Dandini (La Cenerentola), Papageno (Die Zauberflöte), Josef (Wiener Blut), Schaunard (La Bohème) und Freddy (My Fair Lady) auf der Bühne. In der Saison 2023/2024 war er Javert in Les Misérables
Darüber hinaus verfügt Gutmann über einen Abschluss in Sportwissenschaft von der Universität Wien. Er trainierte während des Studiums Zehnkampf als Leistungssportler beim Wiener Leichtathletikverein DSG. Er tritt mit dem Vienna Barbershop Quartet auf, sowie als Manager, Frontman und Songwriter regelmäßig mit seiner Countryband The Groovecake Factory, mit der er bereits zahlreiche Preise im In- und Ausland gewann.

## Preise und Auszeichnungen
- 2. Preis beim Gesangswettbewerb Elīna Garanča ZukunftsStimmen 2021 (Österreich)[4]
- Rising-Star-Award beim Texas Sounds International Country Music Award 2018 (USA)[5]
- Finalist in der Kategorie Lied beim 8. Europäischen Gesangswettbewerb DEBUT 2016
- Preisträger des lautstark!-Wettbewerbs 2016 (Österreich)[6]
- 3. Preis in der Kategorie New Country beim 16. internationalen Country Music Award Pullman City 2016 (Deutschland)[7]
- 3. Preis beim Petyrek-Lang-Liedwettbewerb 2015 (Österreich)[8]
- 1. Preis für Newcomer des 15. internationalen Country Music Awards Pullman City 2015 (Deutschland)[9]
- Preisträger des Iuventus-Canti-Gesangswettbewerbs 2014 (Slowakei)
- 1. Preis für Newcomer der Austrian Country Music Federation 2014 (Österreich)
- 1. Preis für Gesang beim Bundeswettbewerb Prima La Musica 2012 (Österreich)[10]
- 2. Preis für Gitarre beim Landeswettbewerb Prima La Musica 2007 (Österreich)